# Okręg wyborczy Cities of London and Westminster
Okręg wyborczy Cities of London and Westminster powstał w 1950 i wysyła do brytyjskiej Izby Gmin jednego deputowanego. W latach 1974–1997 okręg nosił nazwę City of London and Westminster South. Okręg położony jest w centrum Londynu.
City of London jest obok Orkadów i Szetlandów jednym z nielicznych obszarów w Wielkiej Brytanii, mających ustawowo zagwarantowane miejsce w parlamencie. Ustawa o okręgach wyborczych zabrania dzielenia go między różne okręgi i nakazuje, aby okręg wyborczy obejmujący City miał w swej nazwie City of London.

## Deputowani do brytyjskiej Izby Gmin z okręgu Cities of London and Westminster
| Wybory | Deputowany            | Partia               |
| ------ | --------------------- | -------------------- |
| 1950   | Harold Webbe          | Partia Konserwatywna |
| 1959   | Harry Hylton-Foster   | Partia Konserwatywna |
| 1965   | John Smith            | Partia Konserwatywna |
| 1970   | Christopher Tugendhat | Partia Konserwatywna |
| 1977   | Peter Brooke          | Partia Konserwatywna |
| 2001   | Mark Field            | Partia Konserwatywna |
| 2019   | Nickie Aiken          | Partia Konserwatywna |
| 2024   | Rachel Blake          | Partia Pracy         |